# Campeonato Pernambucano 1986
In 1986 werd het 72ste Campeonato Pernambucano gespeeld voor voetbalclubs uit de Braziliaanse staat Pernambuco. De competitie werd georganiseerd door de FPF en werd gespeeld van 26 januari tot 6 augustus. Santa Cruz werd kampioen.

## Eerste toernooi

### Eerste fase

#### Groep A
| Plaats | Club             | Wed. | W | G | V | Saldo | Ptn. |
| ------ | ---------------- | ---- | - | - | - | ----- | ---- |
| 1.     | Sport do Recife  | 5    | 5 | 0 | 0 | 9:3   | 10   |
| 2.     | Náutico          | 5    | 2 | 2 | 1 | 8:7   | 6    |
| 3.     | Central          | 5    | 2 | 2 | 1 | 5:4   | 6    |
| 4.     | Santa Cruz       | 5    | 2 | 1 | 2 | 7:4   | 5    |
| 5.     | Sete de Setembro | 5    | 1 | 0 | 4 | 3:7   | 2    |
| 6.     | Paulistano       | 5    | 0 | 1 | 4 | 2:9   | 1    |

|  | Naar finale eerste toernooi |
|  | Naar groep B in tweede fase |

#### Groep B
| Plaats | Club                  | Wed. | W | G | V | Saldo | Ptn. |
| ------ | --------------------- | ---- | - | - | - | ----- | ---- |
| 1.     | América               | 4    | 3 | 1 | 0 | 10:0  | 7    |
| 2.     | Atlético Caruaru      | 4    | 3 | 0 | 1 | 10:2  | 6    |
| 3.     | Íbis                  | 4    | 2 | 0 | 2 | 7:15  | 4    |
| 4.     | Santo Amaro           | 4    | 0 | 2 | 2 | 4:8   | 2    |
| 5.     | Ferroviário do Recife | 4    | 0 | 1 | 3 | 4:10  | 1    |

|  | Naar groep A in tweede fase |

### Tweede fase

#### Groep A
| Plaats | Club             | Wed. | W | G | V | Saldo | Ptn. |
| ------ | ---------------- | ---- | - | - | - | ----- | ---- |
| 1.     | Santa Cruz       | 5    | 3 | 2 | 0 | 11:3  | 8    |
| 2.     | Sport do Recife  | 5    | 3 | 1 | 1 | 12:5  | 7    |
| 3.     | Central          | 5    | 3 | 1 | 1 | 13:7  | 7    |
| 4.     | Náutico          | 5    | 2 | 2 | 1 | 10:5  | 6    |
| 5.     | Sete de Setembro | 5    | 1 | 0 | 4 | 4:12  | 2    |
| 6.     | América          | 5    | 0 | 0 | 5 | 1:19  | 0    |

|  | Naar finale eerste toernooi     |
|  | Naar groep B in tweede toernooi |

#### Groep B
| Plaats | Club                  | Wed. | W | G | V | Saldo | Ptn. |
| ------ | --------------------- | ---- | - | - | - | ----- | ---- |
| 1.     | Atlético Caruaru      | 4    | 3 | 1 | 0 | 12:1  | 7    |
| 2.     | Paulistano            | 4    | 2 | 1 | 1 | 8:2   | 5    |
| 3.     | Ferroviário do Recife | 4    | 1 | 2 | 1 | 3:5   | 4    |
| 4.     | Íbis                  | 4    | 1 | 1 | 2 | 3:11  | 3    |
| 5.     | Santo Amaro           | 4    | 0 | 1 | 3 | 3:10  | 1    |

|  | Naar groep A in tweede toernooi |

### Finale eerste toernooi
In geval van gelijkspel wint Santa Cruz het eerste toernooi, door betere resultaten in de competitie.
|                 |                 |       |            |  |
| 30 maart Finale | Sport do Recife | 1 – 1 | Santa Cruz |  |
| 30 maart Finale |                 |       |            |  |

## Tweede toernooi

### Eerste fase

#### Groep A
| Plaats | Club             | Wed. | W | G | V | Saldo | Ptn. |
| ------ | ---------------- | ---- | - | - | - | ----- | ---- |
| 1.     | Sport do Recife  | 5    | 5 | 0 | 0 | 9:2   | 10   |
| 2.     | Santa Cruz       | 5    | 4 | 0 | 1 | 8:3   | 8    |
| 3.     | Central          | 5    | 3 | 0 | 2 | 8:4   | 6    |
| 4.     | Náutico          | 5    | 2 | 0 | 3 | 13:10 | 4    |
| 5.     | Sete de Setembro | 5    | 0 | 1 | 4 | 2:9   | 1    |
| 6.     | Atlético Caruaru | 5    | 0 | 1 | 4 | 0:12  | 1    |

|  | Naar finale tweede toernooi |
|  | Naar groep B in tweede fase |

#### Groep B
| Plaats | Club                  | Wed. | W | G | V | Saldo | Ptn. |
| ------ | --------------------- | ---- | - | - | - | ----- | ---- |
| 1.     | Paulistano            | 3    | 3 | 0 | 0 | 8:1   | 6    |
| 2.     | América               | 4    | 2 | 1 | 1 | 8:7   | 5    |
| 3.     | Ferroviário do Recife | 4    | 1 | 1 | 2 | 8:7   | 3    |
| 4.     | Íbis                  | 3    | 1 | 0 | 2 | 5:7   | 2    |
| 5.     | Santo Amaro           | 4    | 1 | 0 | 3 | 5:12  | 2    |

|  | Naar groep A in tweede fase |

### Tweede fase

#### Groep A
| Plaats | Club             | Wed. | W | G | V | Saldo | Ptn. |
| ------ | ---------------- | ---- | - | - | - | ----- | ---- |
| 1.     | Sport do Recife  | 5    | 4 | 1 | 0 | 13:2  | 9    |
| 2.     | Central          | 5    | 3 | 2 | 0 | 4:1   | 8    |
| 3.     | Náutico          | 5    | 3 | 0 | 2 | 9:6   | 6    |
| 4.     | Santa Cruz       | 5    | 2 | 1 | 2 | 6:7   | 5    |
| 5.     | Paulistano       | 5    | 0 | 1 | 4 | 4:11  | 1    |
| 6.     | Sete de Setembro | 5    | 0 | 1 | 4 | 1:10  | 1    |

|  | Naar finale tweede toernooi        |
|  | Gekwalificeerd voor derde toernooi |
|  | Naar groep B in seizoen 1987       |

#### Groep B
| Plaats | Club                  | Wed. | W | G | V | Saldo | Ptn. |
| ------ | --------------------- | ---- | - | - | - | ----- | ---- |
| 1.     | Atlético Caruaru      | 4    | 3 | 1 | 0 | 11:0  | 7    |
| 2.     | América               | 4    | 2 | 2 | 0 | 5:2   | 6    |
| 3.     | Ferroviário do Recife | 4    | 2 | 1 | 1 | 10:9  | 5    |
| 4.     | Santo Amaro           | 4    | 1 | 0 | 3 | 3:6   | 2    |
| 5.     | Íbis                  | 4    | 0 | 0 | 4 | 4:16  | 0    |

|  | Naar groep A in seizoen 1987 |

### Finale tweede toernooi
Geen finale omdat Sport beide fases won.

## Derde toernooi
| Plaats | Club            | Wed. | W | G | V | Saldo | Ptn. |
| ------ | --------------- | ---- | - | - | - | ----- | ---- |
| 1.     | Santa Cruz      | 6    | 3 | 2 | 1 | 11:4  | 8    |
| 2.     | Central         | 6    | 3 | 2 | 1 | 7:5   | 8    |
| 3.     | Sport do Recife | 6    | 1 | 3 | 2 | 5:7   | 5    |
| 4.     | Náutico         | 6    | 1 | 1 | 4 | 3:10  | 3    |

|  | Finale |

### Finale
|                   |               |       |            |  |
| 6 augustus Finale | Central       | 2 – 2 | Santa Cruz |  |
| 6 augustus Finale |               |       |            |  |
| 6 augustus Finale | Strafschoppen |       |            |  |
| 6 augustus Finale | 4-5           |       |            |  |

## Kampioen
| Campeonato Pernambucano de 1986 |
| Pernambuco                      |
| ------------------------------- |
| SANTA CRUZ Kampioen (19° titel) |